# Manuel da Silva Gomes
Dom Manuel da Silva Gomes (Salvador, 14 de março de 1874 — Fortaleza, 14 de março de 1950), primeiro e único Conde da Silva Gomes, foi o terceiro bispo do Ceará e o primeiro arcebispo de Fortaleza.

## Biografia
Natural de Salvador, Bahia, foi admitido muito jovem no seminário daquela capital, vindo a receber o presbiterato em 15 de novembro de 1896, aos 22 anos de idade. Notável por sua oratória, logo foi agraciado com o título de cônego do Cabido da Bahia. Com a transferência de D. Manuel Antônio de Oliveira Lopes para a diocese de Maceió, Gomes sucedeu-o como bispo-auxiliar de D. Joaquim José Vieira, da diocese do Ceará, em 11 de abril de 1911, e foi nomeado bispo-titular de Mopsuéstia. Juntamente com D. Miguel de Lima Valverde, depois arcebispo de Olinda e Recife, recebeu a ordenação episcopal das mãos de D. Jerônimo Tomé da Silva, primaz do Brasil.
Com a renúncia de D. Joaquim, assumiu a diocese cearense em 8 de dezembro de 1912. Já nos primeiros anos de seu episcopado, enfrentou a seca de 1915, ocasião em que peregrinou até o sul do país, angariando auxílio dos poderes públicos e de seus colegas bispos.
Pleiteou e conseguiu da Santa Sé a criação das dioceses do Crato e de Sobral e, posteriormente, a de Limoeiro do Norte, cujo primeiro bispo, Dom Aureliano de Matos, consagrou. Com a instalação das primeiras dioceses citadas, pelo papa Bento XV, o Ceará foi elevado a arquidiocese metropolitana e D. Manuel, o primeiro arcebispo de Fortaleza, em 10 de novembro de 1915.
Em 16 de março de 1923, em reconhecimento aos seus serviços, o papa Pio XI o nomeou assistente ao sólio pontifício e lhe outorgou o título de conde.
Devido à idade e a problemas de saúde, renunciou ao cargo em 28 de maio de 1941, recebendo o título de arcebispo-titular de Viminácio.
Após longa enfermidade que o prendeu ao leito por cinco anos, faleceu no mesmo dia em que completava 76 anos de idade, em Fortaleza. Seu corpo foi sepultado na Catedral daquela cidade